# Han Gang
De Han Gang of Hangang (= Han-rivier, 한강) is met een lengte van ongeveer 500 km de vierde rivier in Korea en de tweede rivier in Zuid-Korea.

## Ligging
De noordelijke rivierarm (Bukhan Gang), die 325,5 km lang is, vindt zijn oorsprong in het Geumgangsan-gebergte in Noord-Korea en stroomt dan over de grens naar Zuid-Korea. De zuidelijke rivierarm (Namhan Gang) is 394,25 km lang en ontspringt in het Geumdaesan-gebergte in de provincie Gangwon-do in Zuid-Korea. De noordelijke en zuidelijke rivierarmen komen samen bij Yangsuri (35 km voor Seoel), waarna de rivier de stad slingerend doorstroomt en deze in een noordelijk en een zuidelijk deel deelt. Daarna stroomt de rivier naar het noordwesten, alwaar ze gedeeltelijk de grens met Noord-Korea vormt. Uiteindelijk mondt de rivier bij het eiland Ganghwado uit in de Gele Zee.

## Geschiedenis
De Han Gang speelt al lange tijd een belangrijke rol in de Koreaanse geschiedenis. Het koninkrijk Paekche maakte als eerste aanspraak op de rivier. Het onderkende het belang van de Han Gang als waterweg die de centraal westelijke regio van het schiereiland met de Gele Zee verbindt. Verder had de rivier vruchtbare oevers, een relatieve zeldzaamheid in het bergachtige land.
De monding van de rivier in de Gele Zee werd al snel een twistpunt tussen Paekche en de opkomende rivaal, het koninkrijk Koguryo. Koning Jangsu (413-491) ging in de aanval en kreeg het gebied rond de monding in handen. Dit was van korte duur en in het jaar 551 kreeg Paekche, in een alliantie met Silla, weer de controle over het stroomgebied van de Han Gang in handen. 
De alliantie hield geen stand en in 553 verbrak Silla zijn relatie met Paekche. Silla ging op oorlogspad en had in 668 het hele schiereiland in handen. De rivier ging vervolgens over naar Goryeo. Goryeo heerste over het Koreaanse schiereiland tot in 1392 toen de macht werd overgenomen door de Joseon dynastie (1392-1910). Tijdens de Joseon-periode kreeg de rivier nieuwe bekendheid als de primaire waterweg van de nieuwe Koreaanse hoofdstad Seoel.
In de eerste week van de Koreaanse Oorlog vernietigde het Zuid-Koreaanse leger de Hangangbrug in een poging de opmars van het aanvallende Noord-Koreaanse leger tegen te houden. Begin 1951 werd rond Seoel fel gevochten tussen de soldaten van het Chinese Volksbevrijdingsleger en die van de Verenigde Naties.
De Han Gang ligt nu grotendeels op het grondgebied van Zuid-Korea. Na Seoel ligt de laatste 50 kilometer van de rivier in beide landen. De grens met Noord-Korea ligt in het midden van de Han-rivier. Dit deel van de rivier ligt in de Koreaanse gedemilitariseerde zone en scheepvaartverkeer is niet toegestaan.
Tijdens de eerste decennia van het bestaan van Zuid-Korea kampte de rivier met zware vervuiling. De snelle industrialisatie en de bevolking maakten van de rivier een riool voor industrieel en stedelijk afval. Seoul en de overheid hebben veel maatregelen genomen om de waterkwaliteit van de rivier te verbeteren. Met succes want tijdens de Olympische Zomerspelen 1988 werd de rivier gebruikt voor roeiwedstrijden.
In 2009 besloot de regering van Lee Myung-bak een nieuw kanaal te graven van de Han Gang naar de zee. Het Arakanaal werd in 2012 voltooid. Het kanaal sluit bij Incheon aan op zee en ligt op ruim 20 kilometer ten zuiden van de Noord-Koreaanse grens. Het is 18 kilometer lang en is geschikt voor grote container- en passagiersschepen.
- Gemeinsame Normdatei: 7613866-5
- Library of Congress Control Number: sh86007844
- National Archives and Records Administration: 10038759
- Nationale Bibliotheek van Israël: 987007531949105171
- Virtual International Authority File: 244327234
- WorldCat: E39PBJtH6ctYK9xgP6h3hJG4MP